# Bataille de Marawi
Insurrection moro aux Philippines
Batailles
- Zamboanga
- Sitio Bayoko
- Sitio Makaita
- Sitio Kan Jalul
- Marawi

La bataille de Marawi a lieu du 23 mai au 23 octobre 2017 pendant l'insurrection moro aux Philippines. Elle oppose pendant cinq mois les forces armées philippines aux djihadistes de l'État islamique pour le contrôle de la ville de Marawi, ce qui en fait le plus long affrontement urbain de l'histoire des Philippines.

## Prélude et forces en présence
En 2017, la ville de Marawi est peuplée de 200 000 habitants, c'est la seule ville philippine à prédominance musulmane dans la région autonome en Mindanao musulmane. Les combats éclatent le 23 mai 2017, lorsque l'armée philippine lance un raid contre une maison soupçonnée de servir de cache à Isnilon Totoni Hapilon, un chef d'Abou Sayyaf rallié à l'État islamique,. Mais les militaires tombent sur un groupe de djihadistes bien plus important que prévu. Ces derniers sont attaqués alors qu'ils préparaient eux-mêmes un assaut sur la ville de Marawi, prévu pour le 26 mai, jour de l'ouverture du ramadan. Les djihadistes lancent alors prématurément leur offensive,. Leur nombre est initialement estimé entre 50 et 100 par le ministère philippin de la Défense, mais une semaine plus tard cette estimation passe à environ 500. Au total, environ un millier d'hommes combattront à Marawi dans les rangs de l'État islamique. L'armée philippine mobilise quant à elle initialement au moins 3 000 hommes ainsi qu'une trentaine d'avions et d'hélicoptères. Cependant, les militaires philippins sont davantage entraînés à combattre dans la jungle et sont peu aguerris au combat urbain,. Les djihadistes bénéficient également de la présence à Marawi d'un réseau de souterrains et de bunkers, construits dans les années 1980 et 1990. Face à la résistance de l'EI, l'armée devra par la suite envoyer des renforts : en août, 20 000 soldats seront présents à Marawi.
Les assaillants font partie du groupe Maute et d'une faction d'Abou Sayyaf s'étant ralliée à l'État islamique,,,. L'armée philippine affirme également que des combattants étrangers combattent avec ces derniers : des Indonésiens, des Malaisiens, des Yémenites, des Marocains, des Tchétchènes et des Saoudiens,,. Ces combattants étrangers seraient au nombre de 80.
À la fin de la bataille, le secrétaire philippin à la Défense déclarera également que les États-Unis, la Chine, l'Australie et Singapour ont fourni un soutien technique et militaire aux forces armées philippines et les en remerciera officiellement. Des avions espions américains et australiens seront notamment actifs lors de la bataille.

## Déroulement

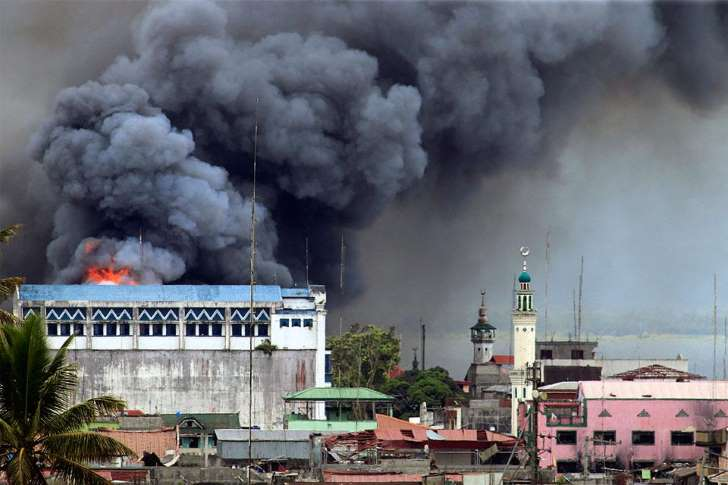
Bâtiment de Marawi ciblé par une frappe aérienne, le 15 juin 2017.

Le 23 mai, les djihadistes lancent l'attaque : ils incendient plusieurs maisons, des bâtiments officiels, la prison municipale, une église et une université,,,,,. Ils s'emparent des ponts dans le centre, contrôlent la rue principale de la ville et hissent leur drapeau noir au sommet de l'hôpital,,,. Ils s'emparent aussi de deux prisons et libèrent 107 détenus,. Des exécutions de civils chrétiens auraient également été commises.
Dans la soirée, le président philippin, Rodrigo Duterte, proclame la loi martiale sur toute l'île de Mindanao,,,, considérant que des problèmes étaient également survenus en dehors des territoires à majorité musulmane notamment dans la péninsule de Zamboanga, dans le Mindanao du Nord et dans la région de Davao. Le 26 mai, il déclare : « J'ordonne aux troupes de tuer et d'éliminer toute personne qui n'est pas autorisée par le gouvernement à porter une arme et qui résiste » et s'adressant à ses soldats : « Si vous tombez, je tombe. Pour cette loi martiale et ses conséquences, moi et moi seulement en suis responsable, faites simplement votre travail, je m'occuperai du reste. [...] Si vous avez violé trois femmes, je le prendrais sur moi »,.
Le 24 mai, les djihadistes font irruption dans la cathédrale de Marawi, capturent entre 12 et 15 otages — dont un prêtre — qu'ils menacent d'exécuter si l'armée ne se retire pas,,. Des milliers d'habitants prennent la fuite.
Alors que l'armée philippine tente de reprendre le contrôle de la ville, les djihadistes se retranchent dans des immeubles résidentiels et placent des bombes artisanales dans les rues. L'armée de l'air philippine est engagée et commence à mener des frappes aériennes. Le 31 mai, 10 soldats sont tués et sept blessés par un tir fratricide de l'aviation.
Le 2 juin, le général Nixon Fortes, commandant de la brigade déployée à Marawi, est relevé de son commandement et remplacé par son adjoint le colonel Generoso Ponio. Une source militaire anonyme de l'agence Reuters affirme que « Fortes payait le prix de sa décision de ne pas avoir déployé toutes ses forces à Marawi quand les rebelles l'ont prise d'assaut, alors que les services de renseignement avaient prévenu que des islamistes, y compris des combattants étrangers, se rassemblaient dans le secteur ». Une partie des troupes de sa brigade était alors occupée à affronter la guérilla communiste dans une autre ville.
Le 4 juin, un cessez-le-feu de quatre heures est instauré pour évacuer un millier de civils, mais des coups de feu éclatent prématurément et seulement 134 personnes parviennent à s'enfuir.
Le 9 juin, treize marines philippins sont tués lors d'un combat de quatorze heures dans le village de Lilod Madaya, près de Marawi,. Selon l'armée philippine, à la date du 10 juin, les djihadistes contrôlent 10 % de la ville de Marawi. Cependant, le 13 juin, le général Restituto Padilla, porte-parole de l'armée des Philippines, affirme que les insurgés tiennent 20 % de Marawi,. L'agence Amaq, organe de propagande de l'État islamique, affirme quant à elle que plus des deux tiers de la ville sont aux mains des djihadistes.

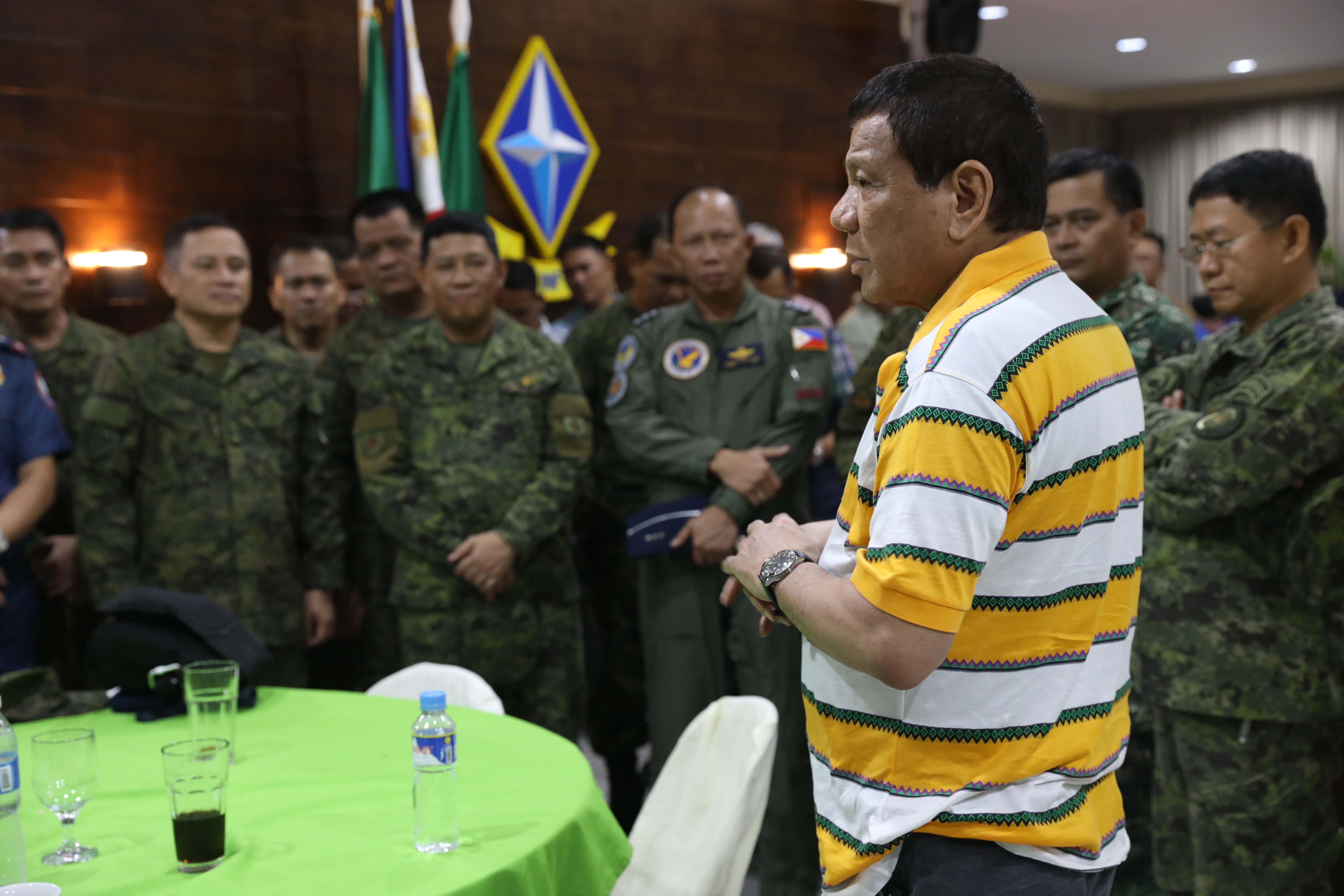
Rencontre entre le président philippin Rodrigo Duterte et les officiers de la 4e division d'infanterie, en juin 2017.

Selon les autorités philippines, entre 500 et 2 000 civils sont bloqués dans les zones tenues par les djihadistes et certains seraient retenus comme otages,,. Selon le lieutenant-colonel Jo-ar Herrera, porte-parole militaire local : « Sur la base de révélations de civils que nous avons pu recueillir, ils sont utilisés pour leur faire à manger et porter leurs munitions ». Le 12 juin, l'agence Amaq diffuse une vidéo montrant l'exécution de six chrétiens. Le même jour, le lieutenant-colonel Jo-ar Herrera déclare que cinq civils ont été abattus pour avoir essayé de fuir.
Le 10 juin, l'ambassade américaine et un porte-parole militaire philippin, le lieutenant-colonel Jo-ar Herrera, annoncent que des forces spéciales américaines ont été déployées à Marawi pour fournir un « soutien technique ». Ce petit contingent intervient dans la surveillance aérienne.
Le 24 juin, le général Carlito Galvez, le chef de l'armée pour la région, déclare qu'Isnilon Hapilon pourrait avoir fui Marawi et que deux ou trois des frères Maute, dont Omarkhayam Maute, le chef du groupe, pourraient avoir été tué. Il précise que seulement un des frères Maute, Abdoullah, a été vu à Marawi pendant les combats.
Le 28 juin, 17 corps de civils sont retrouvés par les troupes philippines, dont cinq décapités.
Début juillet, les djihadistes tiennent encore 1 500 bâtiments. Mais à partir de cette période, les combats commencent à baisser en intensité,. L'armée philippine continue également d'envoyer des renforts : en août, 20 000 soldats sont déployés à Marawi.
Fin août, les forces philippines finissent par regagner du terrain : la Grande mosquée, utilisée comme quartier-général par les djihadistes, est reprise après une semaine de combats, de même que la cathédrale le 29 août et le pont Mapandi le 30 août,. Le 30 août, le président Rodrigo Duterte déclare que la bataille contre l'État islamique à Marawi entre dans sa phase finale. Le général Restituto Padilla affirme que les djihadistes ne seraient plus qu'une quarantaine, retranchés dans une zone d'un demi-kilomètre carré.
Les derniers combats ont lieu dans un quartier proche de la rive du lac de Lanao, utilisé par les djihadistes comme voie d'approvisionnement pour l'entrée ou la sortie des combattants, ainsi que pour le ravitaillement en nourriture, en carburant et en armes.
Le soir du 16 septembre, deux otages sont libérés par les militaires, dont le père Teresito Suganob, un prêtre catholique enlevé par les djihadistes dès le premier jour de la bataille. Le 17 septembre, l'armée affirme s'être emparée du centre de commandement des djihadistes, situé dans une mosquée.
Le 12 octobre, alors que les terroristes sont acculés dans une poche d'environ 4 hectares au niveau de Raya Madaya, Al-Hayat Media Center (en)
publie un chant religieux (nachid) intitulé "Brothers in Marawi" vantant la détermination de ces derniers. 
Isnilon Hapilon et Omarkhayam Maute sont tués au combat le 16 octobre, à l'aube, selon le secrétaire à la Défense nationale Delfin Lorenzana. L'armée estime également qu'Abdoullah Maute est mort en septembre. Le dernier chef des djihadistes serait alors un Malaisien nommé Mahmoud Ahmad.
Le 17 octobre, le président des Philippines, Rodrigo Duterte, annonce la « libération » de Marawi ; cependant le porte-parole de l'armée philippine déclare qu'un groupe de 20 à 30 djihadistes subsiste encore dans la ville, détenant une vingtaine d'otages, et que les opérations se poursuivent,,. Les derniers combattants de l'EI sont alors retranchés dans deux bâtiments et une mosquée. Lors des ultimes assauts, les forces philippines délivrent 20 otages et 42 djihadistes, dont deux femmes et cinq étrangers, se font tuer jusqu'au dernier. Le 23 octobre, Delfin Lorenzana, le secrétaire à la Défense nationale des Philippines, annonce la fin des opérations de combat à Marawi.

## Les pertes

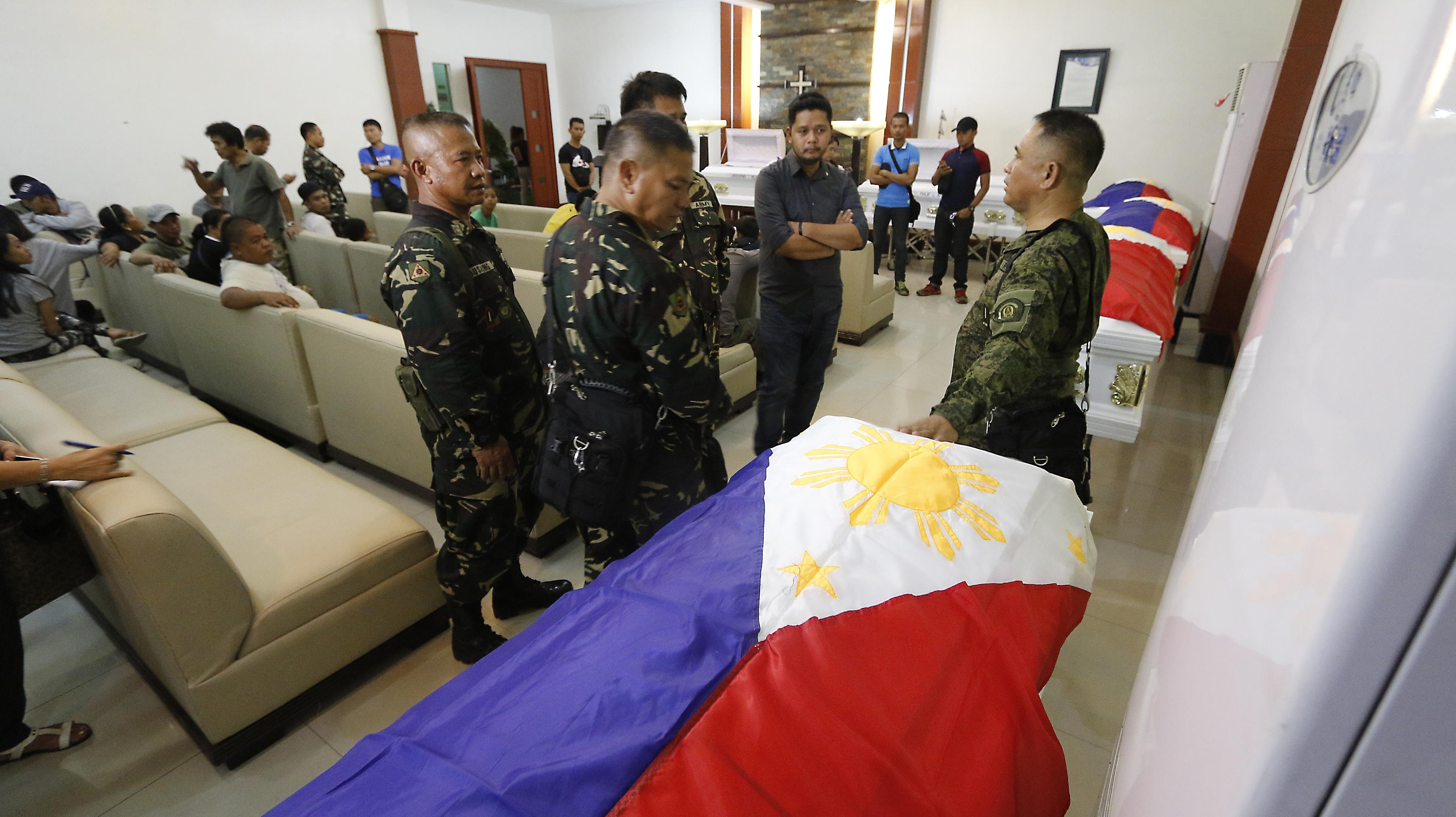
Cercueils de militaires philippins tués à Marawi en juin 2017.

À la date du 22 juillet, le bilan est d'au moins 105 morts du côté de l'armée et de la police, 45 tués chez les civils et 428 tués pour les djihadistes selon l'armée philippine. Au 2 septembre, il est d'au moins 136 morts pour l'armée et la police, 45 civils tués, et plus de 600 morts pour les djihadistes,. Le 15 octobre, le bilan passe à 162 morts pour l'armée et la police, 822 du côté des djihadistes et 47 civils. Le 23 octobre, jour de l'annonce de la fin des combats, les autorités fournissent un bilan de 165 morts pour les militaires et les policiers, 920 morts pour les combattants de l'État islamique, et 47 civils tués,. En janvier 2018, le bilan des forces de sécurité sera élevé à 168 après la découverte de corps de soldats portés disparus.
À la date du 1er juillet, 389 300 civils ont fui la ville selon les autorités philippines.

### Reportage photographique
- Christophe Josset, EN IMAGES. Marawi en ruines après 5 mois de guerre contre les djihadistes, L'Express avec AFP, 23 octobre 2017.

### Vidéographie
- [vidéo] En première ligne avec les forces spéciales philippines contre l'EI, Vice news, 29 juin 2017.
- [vidéo] Philippines : à Marawi, la bataille contre l'EI laissera des traces, France 24, 5 octobre 2017.
- [vidéo] Returning To Marawi After ISIS (HBO), VICE News, 13 novembre 2017.